# Hypnosis
Pour les articles homonymes, voir Hypnosis (homonymie).
Hypnosis est le 9e album de bande dessinée mettant en scène le personnage de Mélusine, sorti en 2001. Les dessins sont de Clarke et le scénario de Gilson.

## Synopsis
L'album est composé de 33 gags d'une page chacun, d'un de trois pages et de deux de quatre pages. La majorité ont pour thème l'hypnose et l'autohypnose.
La dernière histoire donne son nom à l'album : Cancrelune, toujours aussi incapable en sorcellerie, s'est fait hypnotiser par son propre reflet, qui en a profité pour partir. Mélusine va devoir trouver un moyen de remettre les choses à leur place…

## Source
- www.bedetheque.com, « Mélusine » (consulté le 18 août 2008)